# ميناء الداخلة الأطلسي
ميناء الداخلة الأطلسي هو ميناء جديد يقع في جهة الداخلة وادي الذهب، جنوب المملكة المغربية، وسيمكن من تطوير قطاع الصيد البحري في الجهة، وتنمية المبادلات التجارية، خاصة وأنه سيكون بوابة المملكة المغربية على المحيط الاطلسي و القارة الأمريكية، فضلا عن الأهداف الجيوستراتيجية. وقد تم اختيار نتيرفت لاستضافة ميناء الداخلة الأطلسي، وهو موقع يقع على بعد 40 كلم شمال مدينة الداخلة، في الجماعة القروية العركوب.

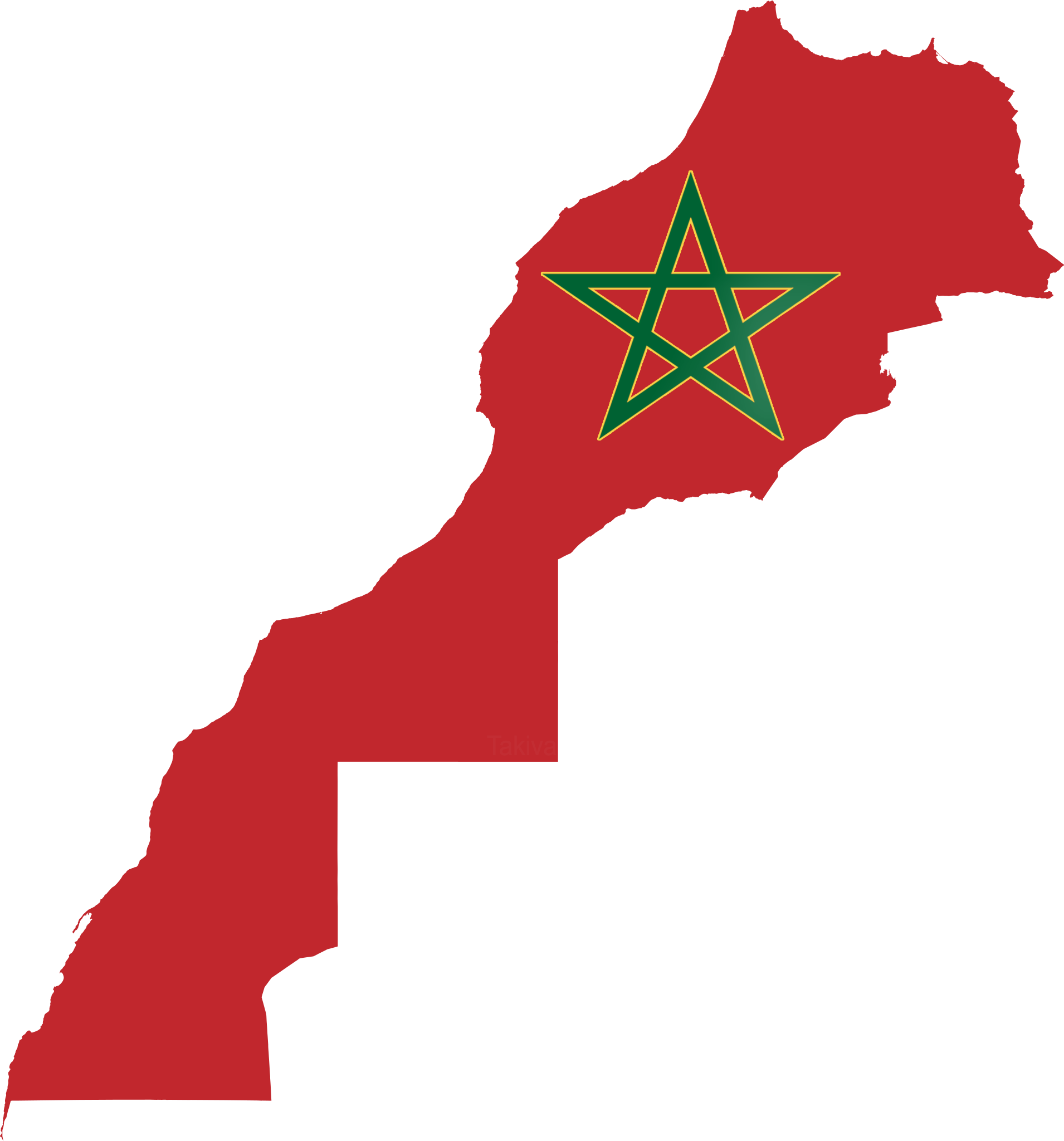
خريطة المملكة المغربية

## تاريخ
في 07 نونبر 2020، وجه الملك محمد السادس خطابا ساميا إلى الأمة بمناسبة الذكرى الخامسة والأربعين للمسيرة الخضراء المظفرة، وتم التأكيد في هذا الخطاب على أهمية ميناء الداخلة الأطلسي، حيث خاطب الملك، قائلاً: «أكمل المغرب خلال هذه السنة، ترسيم مجالاته البحرية، بجمعها في إطار منظومة القانون المغربي، في التزام بمبادئ القانون الدولي. وسيظل المغرب ملتزما بالحوار مع جارتنا إسبانيا، بخصوص أماكن التداخل بين المياه الإقليمية للبلدين الصديقين، في إطار قانون البحار، واحترام الشراكة التي تجمعهما، وبعيدا عن فرض الأمر الواقع من جانب واحد. فتوضيح نطاق وحدود المجالات البحرية، الواقعة تحت سيادة المملكة، سيدعم المخطط، الرامي إلى تعزيز الدينامية الاقتصادية والاجتماعية. وانطلاقا من هذه الرؤية، ستكون الواجهة الأطلسية، بجنوب المملكة، قبالة الصحراء المغربية، واجهة بحرية للتكامل الاقتصادي، والإشعاع القاري والدولي. فإضافة إلى ميناء طنجة -المتوسط، الذي يحتل مركز الصدارة، بين موانئ إفريقيا، سيساهم ميناء الداخلة الأطلسي، في تعزيز هذا التوجه.»

## أهداف الميناء
يكتسي ميناء الداخلة الأطلسي أهمية إستراتيجية بالنسبة لإفريقيا الغربية والأقاليم الجنوبية للمملكة المغربية وخاصة جهة الداخلة وادي الذهب، حيث سيتيح، من جهة، دعم التنمية الاقتصادية والاجتماعية والصناعية للجهة في جميع القطاعات الإنتاجية (الصيد البحري، الزراعة، التعدين، الطاقة، السياحة، التجارة، الصناعات التحويلية، إلخ). كما سيمكن من جهة أخرى، من تزويد المنطقة ببنية تحتية لوجستيكية حديثة ومتطورة ستمكن من استقطاب الفرص المستقبلية التي يوفرها قطاع النقل البحري على المستوى الدولي.

## بناء الميناء

### التصميم
تم اعتماد تصميم قابل للتطوير والتوسعة لمشروع بناء ميناء الداخلة الأطلسي، حيث سيتم إنشاء ميناء بالمياه العميقة على الساحل الأطلسي لجهة الداخلة وادي الذهب، وفقًا للمكونات الثلاثة التالية: 
- ميناء تجاري على عمق -16م / صفر هيدروغرافي
- ميناء مخصص للصيد الساحلي وفي أعالي البحار
- ميناء مخصص لصناعة السفن.

وسيشيد هذا الميناء بمحاذاة منطقة اقتصادية تمتد على مساحة تقدر ب 1650 هكتارًا، وتهدف إلى تقديم خدمات صناعية ولوجستيكية وتجارية عالية الجودة. وتقدر تكلفة إنجاز هذا الميناء بحوالي 10 مليار درهم.

### المديرية المؤقتة للإشراف على إنجاز ميناء الداخلة الأطلسي
نظراً لأهمية هذا المشروع المينائي، سواء من حيث طابعه التقني أو من حيث قيمة الاستثمار، فقد قررت وزارة التجهيز والنقل واللوجستيك والماء، إحداث مديرية مؤقتة للإشراف على إنجاز ميناء الداخلة الأطلسي، وتناط بها مهام إعداد طلبات العروض والإعلان عنها، وإعداد العقود الملحقة ذات الصلة عند الاقتضاء، وتتبع إنجاز بناء الميناء، والسهر على جودة مختلف الأشغال وإدارتها وتنسيقها ومراقبتها، وإعداد التقارير عن تقدم الأشغال ووضعيتها الحسابية، وإعداد الدراسات التكميلية المتعلقة بالمشروع، وتنسيق أنشطة البنيات المؤقتة التابعة للمديرية وتأطير عملها، والسهر على التسلم المؤقت والنهائي للمشروع.